# Partij voor Rechtvaardigheid en Ontwikkeling (Marokko)
De Partij voor Rechtvaardigheid en Ontwikkeling, (Frans: Parti de la justice et du dévéloppement (PJD), Arabisch: حزب العدالة والتنمية, Berbers:ⴰⴽⴰⴱⴰⵔ ⵏ ⵜⴰⵏⵣⵣⴰⵔⴼⵓⵜ ⴷ ⵜⴰⵏⴼⵍⵉⵜ, ⴰⵜⵜ) is een Marokkaanse politieke partij en heeft een rechts signatuur met een islamitische ideologie. Het doel van deze politieke partij is bijdragen aan een modern en democratisch Marokko binnen een constitutionele monarchie.
De partij heeft sinds 2011 twee premiers mogen leveren: Abdelilah Benkirane (2011–2017) en Saadeddine El Othmani (2017–2021).